# Triton (U-Boot, 1959)
| USS Triton           |                                            |
| Dienstzeit           | USN Jack                                   |
| Geordert:            | Oktober 1955                               |
| Kiellegung:          | 29. Mai 1956                               |
| Stapellauf:          | 19. August 1958                            |
| Indienststellung:    | 10. November 1959                          |
| Außerdienststellung: | 3. Mai 1969                                |
| Schicksal:           | abgewrackt                                 |
| Technische Daten     |                                            |
| Verdrängung:         | 7773 ts getaucht                           |
| Länge:               | 136,5 Meter                                |
| Breite:              | 11,3 Meter                                 |
| Tiefgang:            | 7,2 Meter                                  |
| Antrieb:             | Zwei S4G-Druckwasserreaktoren, zwei Wellen |
| Besatzung:           | 159–172                                    |
| Motto:               | Nulli Secundus (Niemals Zweiter)           |

Die USS Triton (SSN-/SSRN-586) war ein Atom-U-Boot der United States Navy und eine Einschiffklasse. Die Triton, benannt nach einem griechischen Meeresgott, war das erste U-Boot, dem unter dem Codenamen Operation Sandblast eine Weltumrundung unter Wasser gelang.

## Geschichte

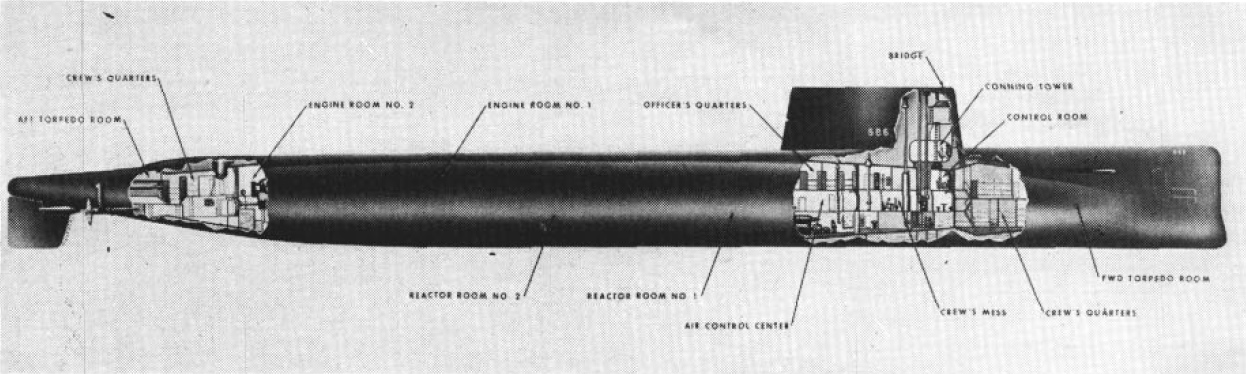
Schnittbild durch die Triton

Das U-Boot wurde im Mai 1956 bei Electric Boat auf Kiel gelegt und lief 1958 vom Stapel. Ende 1959 stellte die US Navy sie offiziell in Dienst. Der Name wurde zuvor für das dieselelektrische U-Boot USS Triton verwendet (1940–1943), das nach Pearl Harbor als erstes amerikanisches Kriegsschiff das Feuer auf ein japanisches Schiff eröffnet hatte.
Das Boot wurde speziell als nuklear angetriebenes Radarvorpostenunterseeboot (SSRN für Ship Submersible Radar Nuclear, genannt Radar picket nuclear submarine) geplant und gebaut und sollte das Typschiff einer ganzen Klasse von Booten sein, die in dieser Funktion die Flugzeugträgerkampfgruppen der US Navy unterstützen sollten. Das gesamte Konzept des Radarvorpostenunterseeboots stellte sich jedoch bald als obsolet heraus, weswegen die Triton ein Einzelschiff blieb und selbst ihre ursprüngliche Aufgabe nicht lange ausfüllte (s. u.).
Die Triton konnte unter Wasser mit ca. 27 kn (50 km/h) Höchstgeschwindigkeit fahren.

### Weltumrundung
Zwei Jahre nach der Nordpolunterquerung durch die Nautilus planten die USA im Kalten Krieg eine weitere Machtdemonstration ihrer U-Boot-Waffe – eine getauchte Weltumrundung entlang einer analogen Route zu Ferdinand Magellan. Die Operation trug den Namen Operation Sandblast. Zu einem Zwischenfall während der eigentlich streng geheimen Mission kam es auf den Philippinen, als ein junger Fischer das Periskop sichtete, jedoch glaubte, es sei ein Seeungeheuer, und floh. Er war die einzige Person, der es gelang, die Triton während ihrer Reise ohne Erlaubnis zu sehen. 

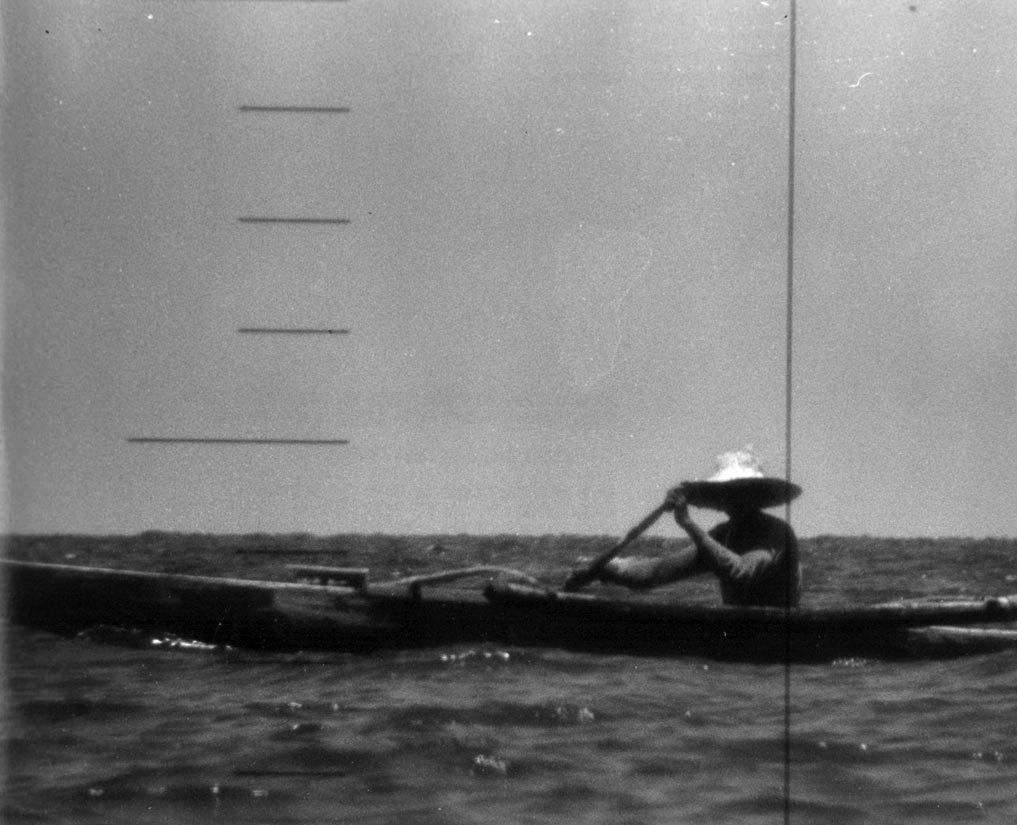
Der Fischer bei seiner Entdeckung der Triton

Am 16. Februar 1960 begann die USS Triton (SSN-586) ihre Jungfernfahrt. Acht Tage später, als das Boot die Sankt-Peter-und-Sankt-Pauls-Felsen erreichte, erfuhr die Besatzung, dass eine Weltumrundung geplant sei. Diese dauerte bis zum 25. April, als das Boot wiederum die Sankt-Peter-und-Sankt-Pauls-Felsen sichtete. Dabei tauchte die Triton nur ein einziges Mal auf. Dies geschah lediglich aus medizinischer Notwendigkeit, da ein Besatzungsmitglied auf Grund von Nierensteinen von Bord gebracht werden musste. Für diese erste Unterwasserumrundung der Erde erhielt das Boot die Presidential Unit Citation, Kommandant Edward L. Beach, Jr. die Legion of Merit.

### Spätere Operationen
Im Anschluss fand eine erste Überholung statt, wie sie nach der Jungfernfahrt Standard ist (Post-Shakedown Availability). Im August 1960 wurde die Triton zu NATO-Übungen in europäische Gewässer verlegt, unter anderem besuchte das U-Boot auch Bremerhaven. 1961 folgten weitere Übungen im Atlantik. Im selben Jahr wurde ihre Designation von SSRN in SSN (Ship Submersible Nuclear) geändert, 1962 wurde sie in der Portsmouth Naval Shipyard zum Jagd-U-Boot umgebaut. In ihrer Bauwerft folgten bis 1964 eine Neubefüllung des Reaktors und weitere Überholungen. Von Norfolk, Virginia, aus ging die Triton auf weitere Fahrten im Atlantik.

### Außerdienststellung

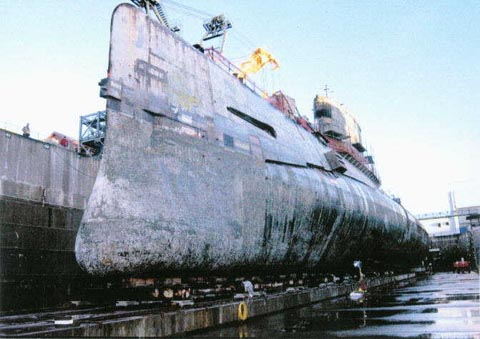
USS Triton 2007 im Trockendock

Nach Budget-Kürzungen wurde eine 1967 geplante Überholung auf Eis gelegt und die Triton ab Oktober 1968 deaktiviert. 1969 folgte die offizielle Außerdienststellung. Bis 1980 blieb das U-Boot in Norfolk, 1986 folgte der Transfer nach Bremerton, Washington, wo sie im Rahmen des Ship-Submarine Recycling Program in der Puget Sound Naval Shipyard ab 2007 abgewrackt wurde. Am 30. November 2009 wurde das Abwracken offiziell für beendet erklärt.